# Monument voor gefusilleerde verzetsmensen
Het Nederlandse Monument voor gefusilleerde verzetsmensen staat op de Vliegbasis Soesterberg. Hier worden 33 slachtoffers herdacht die tijdens een stille fusillade op 19 november 1942 door de Duitse bezetter werden geëxecuteerd.
Het monument werd in 1946 of het najaar van 1945 onthuld en bestaat uit een manshoog eikenhouten kruis. Het wordt omringd door een bloemenperk.

## Slachtoffers
In november 2012 werd er bij het monument een steen geplaatst met een bronzen plaat waarop de volgende tekst is vermeld:
DAT DEZE VERZETSSTRIJDERS NIET VERGETEN WORDEN

Hier gefusilleerd op 19 november 1942 

Verzetsgroep Deventer – Ter Wolde – Twello – Voorst 

Klaas Jurjen Bakker • Hendrik Willem Eekhuis 

Jan Eekhuis • Gerrit Jan van 't Einde 

Bernard Ernst Lodewijk Immerzeel 

Wilhelmus Johannes Lenssen • Cornelis Lugthart 

Wilhelm van der Maten • Gerrit Jan Nieuwenhuis 

Anton Wijbrand Siedenburg 

Franciscus Bernardus Canisius Maria Teelen 

Frederik de Weerd • Willem de Weerd 

Gerrit van Werven 

Verzetsgroep Amsterdam 

Willem Carl Auener • Willem Bouwhuis 

Johannes Geerbertus Gerritze • Johannes Jacob Glas 

Abraham Haspels • Wilhelmus Johannes Kraan 

Thomas Prins • Cornelis Gerardus van Teeseling 

Heike Top • Carl Friedrich Vastenhoud 

Antoon Wolfswinkel • Bertus Wolfswinkel 

Johan Frederik Ijisberg
Verzetsgroep Oranjevendel

Martinus Cornelis Cavaljé • Henri Herman Moquette 

Gerrit Jan Prinsen • Gerrit Willem Eduard Wilmink
Niet behorend tot een verzetsgroep

Pieter van den Heuvel • Johannes Rodert

## 19 november 1942
De slachtoffers waren een willekeurige verzameling verzetsstrijders uit verschillende delen van het land. Na de fusillade werden ze in een 10 meter diepe Engelse bomkrater gegooid, waarna ze met bomen en rommel werden bedekt. De Dienst Identificatie en Berging vond het graf in de zomer van 1945, waarna de slachtoffers werden geïdentificeerd en herbegraven op verschillende begraafplaatsen. In het najaar van 1945 werd het houten kruis geplaatst, niet waar het massagraf was maar bij de inschietbaan.